# Старожуків
Старожу́ків — село в Зорянській сільській громаді Рівненського району Рівненської області України. Населення становить 391 осіб.

## Назва
Колишня назва — Жуків. Князями на Жукові підписувались, зокрема, його дідичі — князі Чорторийські.

## Історія
- Перша згадка — 1446 року, великий князь литовський Лев Свидригайло надав «Жуківські добра» князю Михайлові Василевичеві Чарторийському.
- Жуківський замок був наданий в 1516 році підскарбію земському[1] Богушові Боговитинові королем Жигмонтом І Старим, пізніше перейшов до «дому»[2] Сангушків
- В 1570 році належало до Михайла Дзялинського — холмського підкоморія.

## Населення

### Мова
Розподіл населення за рідною мовою за даними перепису 2001 року:
| Мова       | Кількість | Відсоток |
| ---------- | --------- | -------- |
| українська | 390       | 99.74%   |
| російська  | 1         | 0.26%    |
| Усього     | 391       | 100%     |

## Галерея

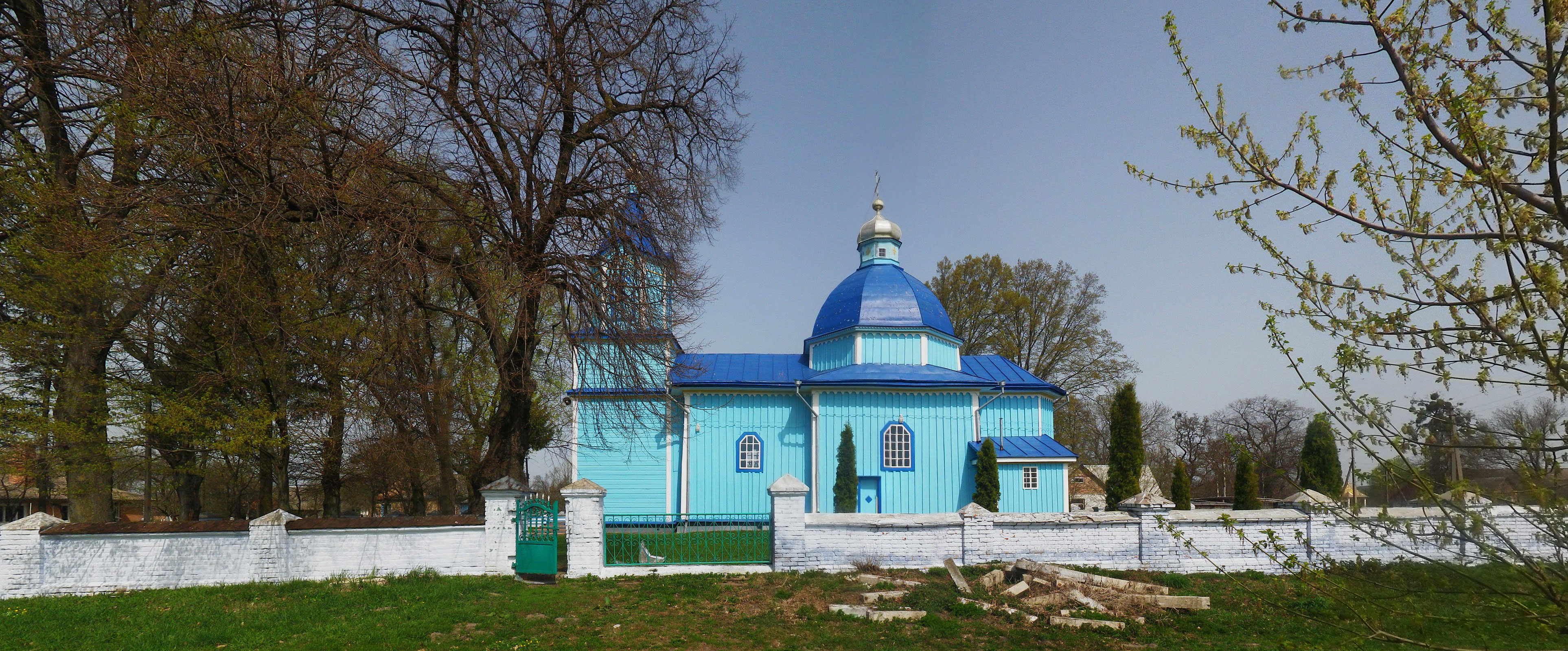
Михайлівська церква
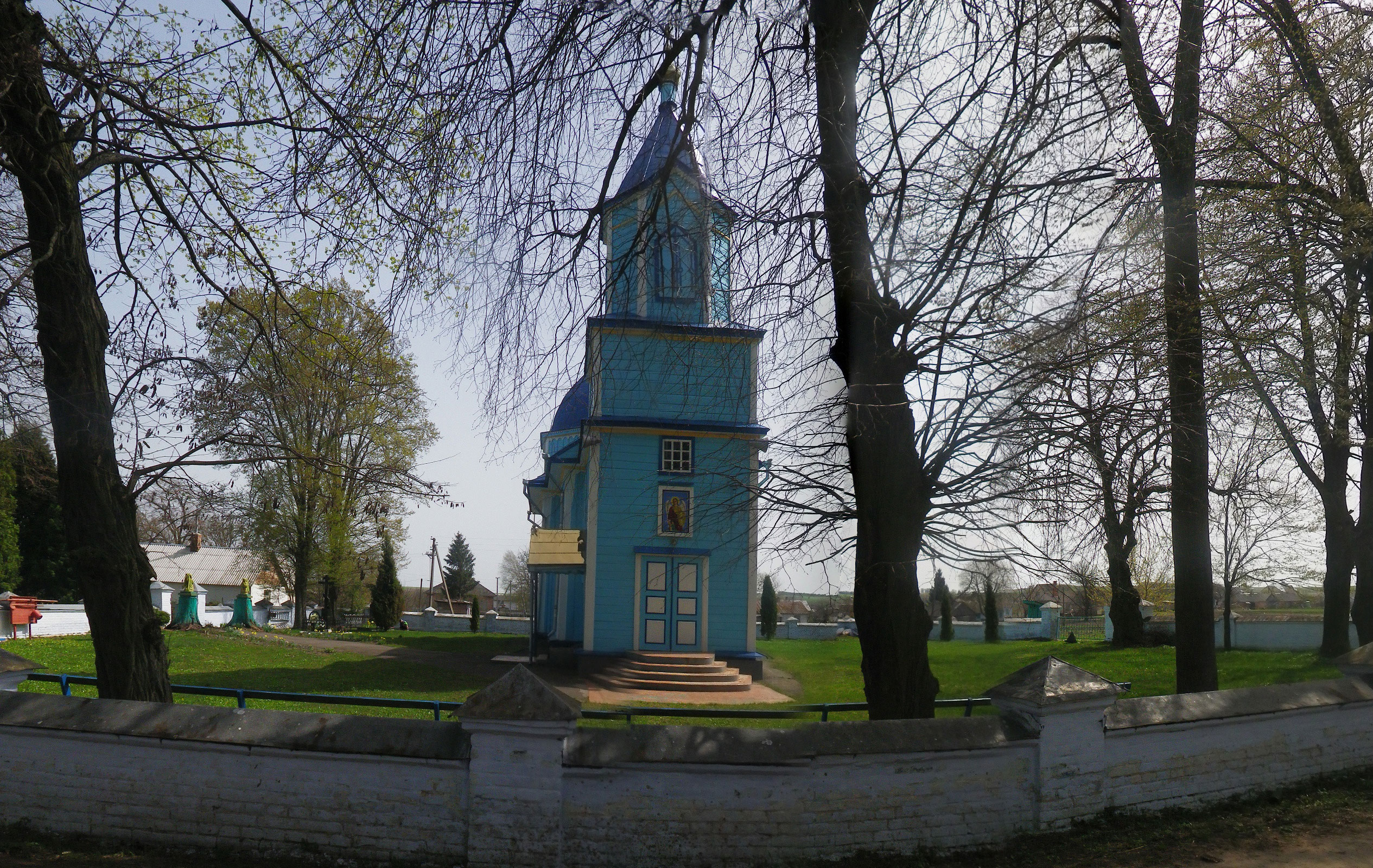
Михайлівська церква
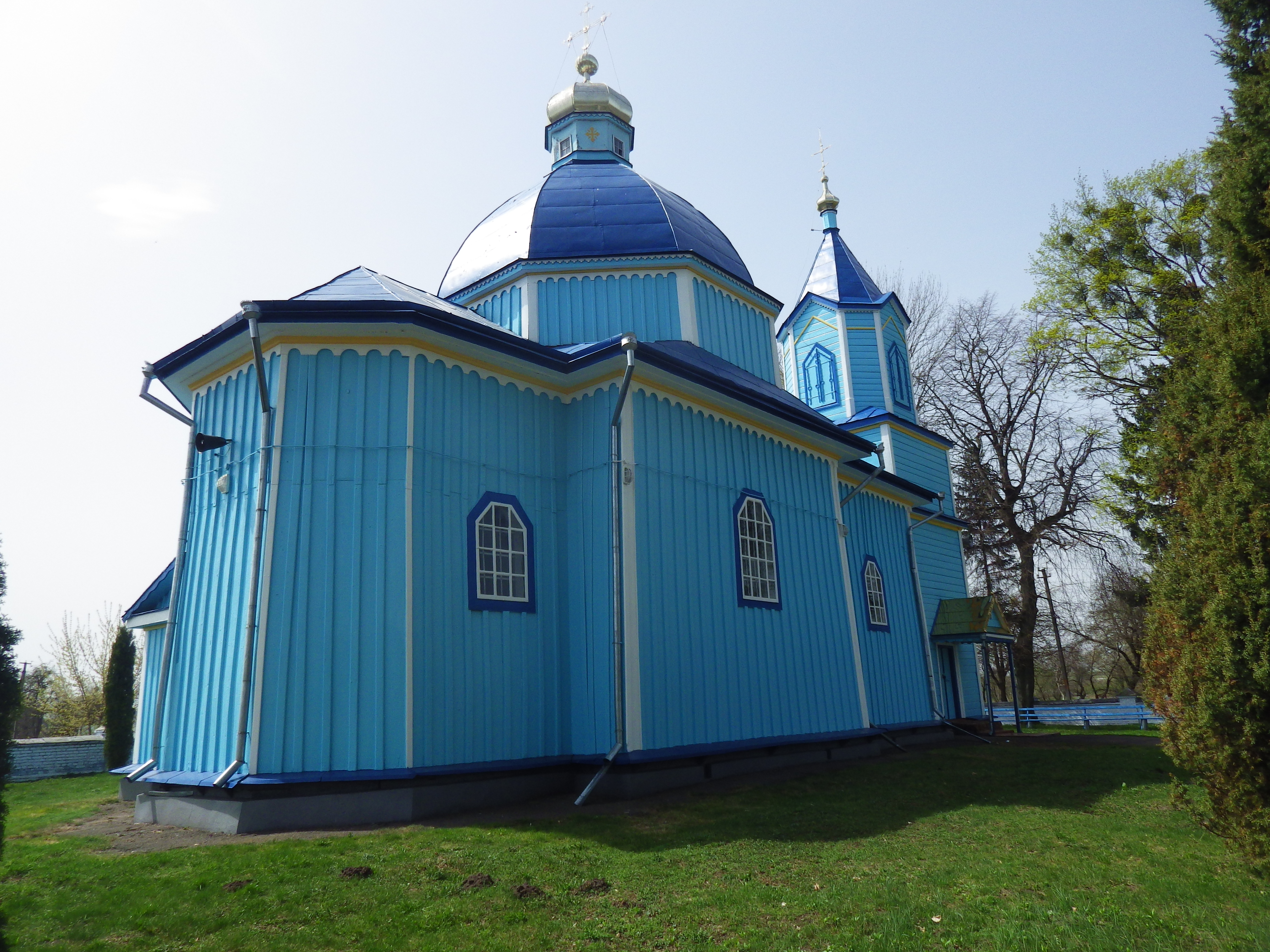
Михайлівська церква
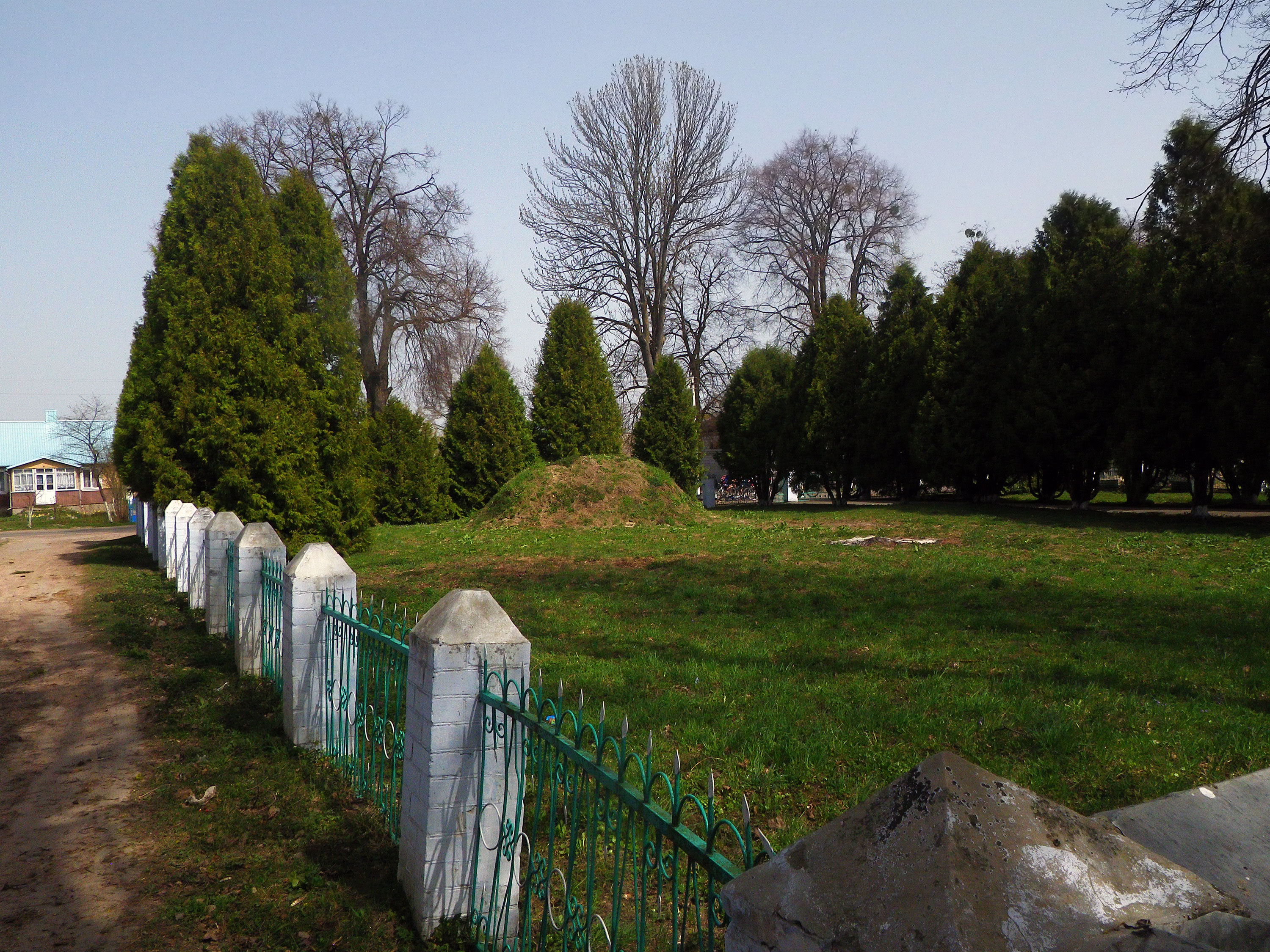
Курган на території Михайлівської церкви
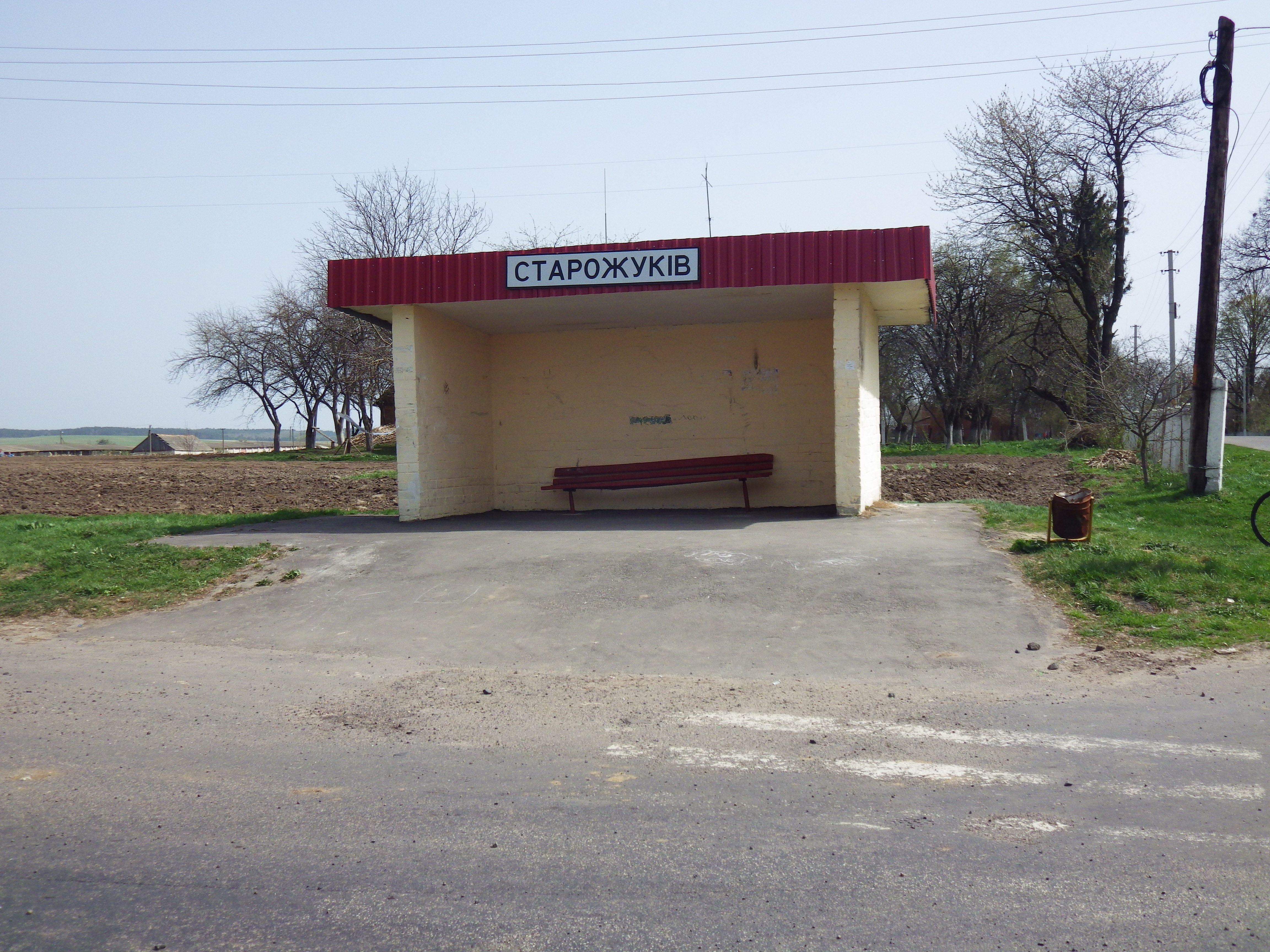
Зупинка
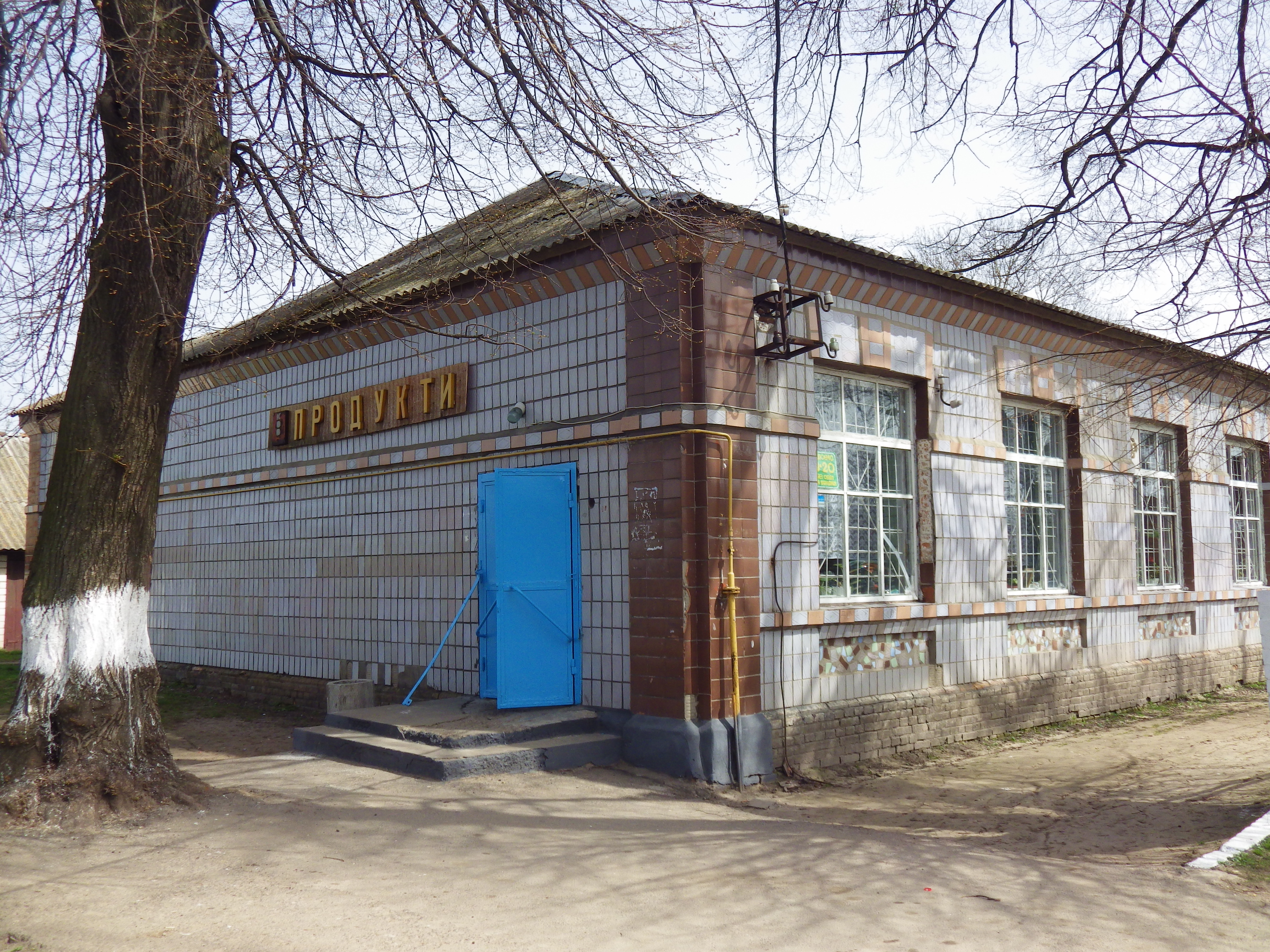
Магазин
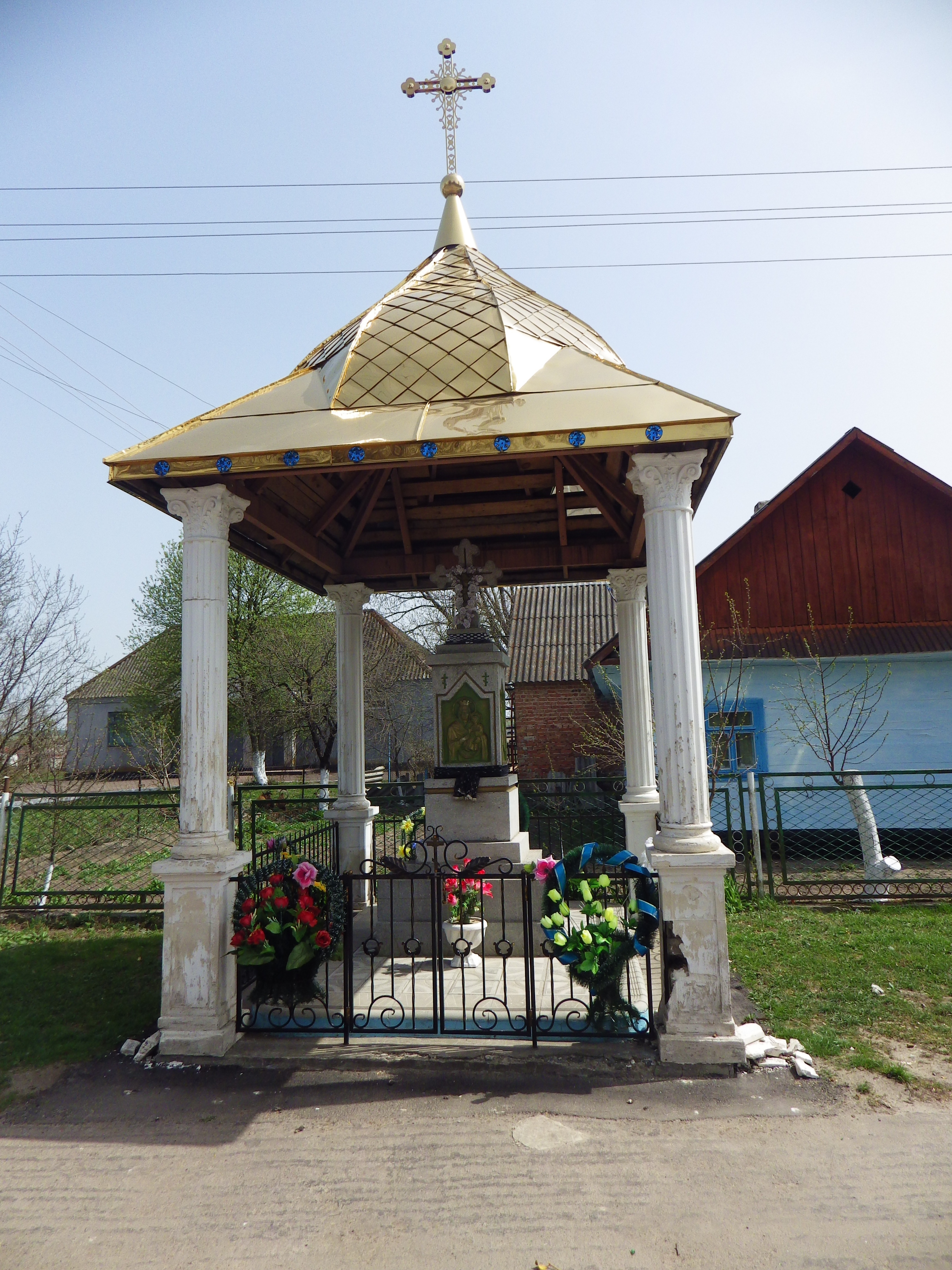
Капличка
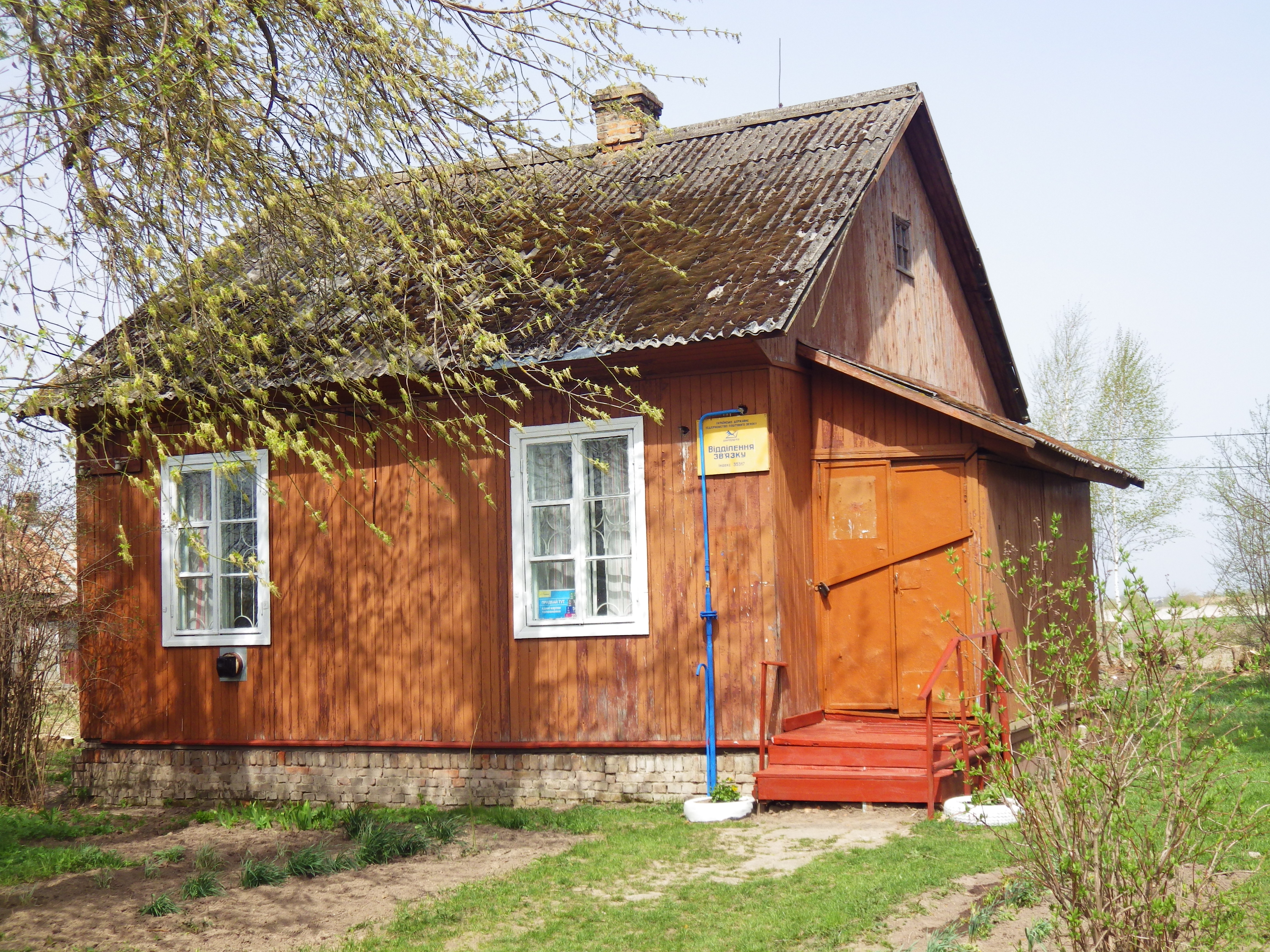
Відділення зв'язку